# Epicauta delicata
Epicauta delicata là một loài bọ cánh cứng trong họ Meloidae. Loài này được Mathieu miêu tả khoa học năm 1983.